# Skład ZAKSY Kędzierzyn-Koźle w poszczególnych ligowych sezonach

## Kadry
| 1                                   | Paweł Zatorski      | 21.06.1990 | 184     | libero       |
| 2                                   | Łukasz Kaczmarek    | 29.06.1994 | 204     | atakujący    |
| 4                                   | Przemysław Stępień  | 07.02.1994 | 185     | rozgrywający |
| 5                                   | James Shaw          | 05.03.1994 | 203     | atakujący    |
| 6                                   | Benjamin Toniutti   | 30.10.1989 | 183     | rozgrywający |
| 8                                   | Sławomir Jungiewicz | 21.06.1989 | 196     | atakujący    |
| 9                                   | Łukasz Wiśniewski   | 03.02.1989 | 200     | środkowy     |
| 10                                  | Mateusz Bieniek     | 05.04.1994 | 210     | środkowy     |
| 11                                  | Aleksander Śliwka   | 24.05.1995 | 196     | przyjmujący  |
| 12                                  | Brandon Koppers     | 09.09.1995 | 200     | przyjmujący  |
| 13                                  | Rafał Szymura       | 29.08.1995 | 196     | przyjmujący  |
| 15                                  | Sam Deroo           | 24.04.1992 | 200     | przyjmujący  |
| 16                                  | Tomasz Kalembka     | 30.06.1991 | 202     | środkowy     |
| 17                                  | Mateusz Sacharewicz | 23.10.1989 | 198     | środkowy     |
| 20                                  | Kamil Szymura       | 29.01.1999 | 185     | libero       |
| Zmiany kadrowe w trakcie sezonu     |                     |            |         |              |
| Przyszedł                           | Przyszedł           | Odszedł    | Odszedł | Odszedł      |
| James Shaw (University of Stanford) |                     |            |         |              |

| 1                               | Paweł Zatorski       | 21.06.1990                                  | 184     | libero       |
| 2                               | Krzysztof Bieńkowski | 19.06.1995                                  | 198     | rozgrywający |
| 3                               | Rafał Szymura        | 29.08.1995                                  | 196     | przyjmujący  |
| 4                               | Krzysztof Rejno      | 22.02.1993                                  | 203     | środkowy     |
| 5                               | Marco Falaschi       | 18.09.1987                                  | 188     | rozgrywający |
| 7                               | Rafał Buszek         | 28.04.1987                                  | 195     | przyjmujący  |
| 8                               | Sławomir Jungiewicz  | 21.06.1989                                  | 196     | atakujący    |
| 9                               | Łukasz Wiśniewski    | 03.02.1989                                  | 200     | środkowy     |
| 10                              | Mateusz Bieniek      | 05.04.1994                                  | 210     | środkowy     |
| 11                              | Maurice Torres       | 06.07.1991                                  | 201     | atakujący    |
| 12                              | Krzysztof Zapłacki   | 08.08.1993                                  | 196     | przyjmujący  |
| 13                              | Kamil Semeniuk       | 16.07.1996                                  | 195     | przyjmujący  |
| 15                              | Sam Deroo            | 24.04.1992                                  | 200     | przyjmujący  |
| 16                              | Benjamin Toniutti    | 30.10.1989                                  | 183     | rozgrywający |
| 17                              | Aleksander Maziarz   | 22.04.1995                                  | 205     | środkowy     |
| 18                              | Korneliusz Banach    | 25.01.1994                                  | 180     | libero       |
| Zmiany kadrowe w trakcie sezonu |                      |                                             |         |              |
| Przyszedł                       | Przyszedł            | Odszedł                                     | Odszedł | Odszedł      |
|                                 |                      | Krzysztof Bieńkowski (Łuczniczka Bydgoszcz) |         |              |

| Nr | Imię i nazwisko    | Data ur.   | Wzrost | Pozycja      |
| -- | ------------------ | ---------- | ------ | ------------ |
| 1  | Paweł Zatorski     | 21.06.1990 | 184    | libero       |
| 2  | Kevin Tillie       | 02.11.1990 | 200    | przyjmujący  |
| 3  | Dominik Witczak    | 02.01.1983 | 196    | atakujący    |
| 6  | Dawid Konarski     | 31.08.1989 | 198    | atakujący    |
| 7  | Rafał Buszek       | 28.04.1987 | 195    | przyjmujący  |
| 9  | Łukasz Wiśniewski  | 03.02.1989 | 200    | środkowy     |
| 10 | Mateusz Bieniek    | 05.04.1994 | 210    | środkowy     |
| 12 | Grzegorz Bociek    | 06.06.1991 | 207    | atakujący    |
| 13 | Kamil Semeniuk     | 16.07.1996 | 195    | przyjmujący  |
| 14 | Grzegorz Pająk     | 01.01.1987 | 196    | rozgrywający |
| 15 | Sam Deroo          | 24.04.1992 | 200    | przyjmujący  |
| 16 | Benjamin Toniutti  | 30.10.1989 | 183    | rozgrywający |
| 17 | Aleksander Maziarz | 22.04.1995 | 205    | środkowy     |
| 18 | Korneliusz Banach  | 25.01.1994 | 180    | libero       |
| 19 | Patryk Czarnowski  | 01.11.1985 | 202    | środkowy     |

| Nr | Imię i nazwisko   | Data ur.   | Wzrost | Pozycja      |
| -- | ----------------- | ---------- | ------ | ------------ |
| 1  | Paweł Zatorski    | 21.06.1990 | 184    | libero       |
| 2  | Kevin Tillie      | 02.11.1990 | 200    | przyjmujący  |
| 4  | Krzysztof Rejno   | 22.02.1993 | 203    | środkowy     |
| 6  | Dawid Konarski    | 31.08.1989 | 198    | atakujący    |
| 7  | Rafał Buszek      | 28.04.1987 | 195    | przyjmujący  |
| 8  | Jurij Hładyr      | 08.07.1984 | 203    | środkowy     |
| 9  | Łukasz Wiśniewski | 03.02.1989 | 200    | środkowy     |
| 10 | Sławomir Stolc    | 23.01.1993 | 198    | przyjmujący  |
| 11 | Kamil Semeniuk    | 16.07.1996 | 195    | przyjmujący  |
| 12 | Grzegorz Bociek   | 06.06.1991 | 207    | atakujący    |
| 14 | Grzegorz Pająk    | 01.01.1987 | 196    | rozgrywający |
| 15 | Sam Deroo         | 24.04.1992 | 200    | przyjmujący  |
| 16 | Benjamin Toniutti | 30.10.1989 | 183    | rozgrywający |
| 17 | Patryk Czarnowski | 01.11.1985 | 202    | środkowy     |
| 18 | Korneliusz Banach | 25.01.1994 | 180    | libero       |

| 1                                   | Paweł Zatorski     | 21.06.1990 | 184     | libero       |
| 2                                   | Nimir Abdel-Aziz   | 05.05.1992 | 201     | rozgrywający |
| 3                                   | Dominik Witczak    | 02.01.1983 | 196     | atakujący    |
| 4                                   | Krzysztof Rejno    | 22.02.1993 | 203     | środkowy     |
| 5                                   | Paweł Zagumny      | 18.10.1977 | 200     | rozgrywający |
| 6                                   | Krzysztof Zapłacki | 08.08.1993 | 196     | przyjmujący  |
| 7                                   | Lucas Lóh          | 18.01.1991 | 196     | przyjmujący  |
| 8                                   | Jurij Hładyr       | 08.07.1984 | 203     | środkowy     |
| 9                                   | Łukasz Wiśniewski  | 03.02.1989 | 200     | środkowy     |
| 10                                  | Kay van Dijk       | 25.06.1984 | 212     | atakujący    |
| 11                                  | Dick Kooy          | 03.12.1987 | 202     | przyjmujący  |
| 12                                  | Grzegorz Bociek    | 06.06.1991 | 207     | atakujący    |
| 16                                  | Michał Ruciak      | 22.08.1983 | 190     | przyjmujący  |
| Zmiany kadrowe w trakcie sezonu     |                    |            |         |              |
| Przyszedł                           | Przyszedł          | Odszedł    | Odszedł | Odszedł      |
| Kay van Dijk (Itas Diatec Trentino) |                    |            |         |              |

| 3                                 | Dominik Witczak   | 02.01.1983 | 196     | atakujący          |
| 5                                 | Paweł Zagumny     | 18.10.1977 | 200     | rozgrywający       |
| 6                                 | Dan Lewis         | 03.04.1976 | 189     | przyjmujący/libero |
| 7                                 | Grzegorz Pilarz   | 12.02.1980 | 190     | rozgrywający       |
| 8                                 | Jurij Hładyr      | 08.07.1984 | 203     | środkowy           |
| 9                                 | Łukasz Wiśniewski | 03.02.1989 | 200     | środkowy           |
| 10                                | Wojciech Ferens   | 05.04.1991 | 194     | przyjmujący        |
| 11                                | Dick Kooy         | 03.12.1987 | 202     | przyjmujący        |
| 12                                | Grzegorz Bociek   | 06.06.1991 | 207     | atakujący          |
| 15                                | Piotr Gacek       | 16.09.1978 | 185     | libero             |
| 16                                | Michał Ruciak     | 22.08.1983 | 190     | przyjmujący        |
| 17                                | Marcin Możdżonek  | 09.02.1985 | 212     | środkowy           |
| 18                                | Dustin Schneider  | 27.02.1985 | 182     | rozgrywający       |
| Zmiany kadrowe w trakcie sezonu   |                   |            |         |                    |
| Przyszedł                         | Przyszedł         | Odszedł    | Odszedł | Odszedł            |
| Dustin Schneider (Chaumont VB 52) |                   |            |         |                    |

| 1                                     | Serhij Kapełuś       | 22.10.1982 | 191     | przyjmujący  |
| 2                                     | Łukasz Koziura       | 08.06.1992 | 180     | libero       |
| 3                                     | Dominik Witczak      | 02.01.1983 | 198     | atakujący    |
| 4                                     | Antonin Rouzier      | 18.08.1986 | 201     | atakujący    |
| 5                                     | Paweł Zagumny        | 18.10.1977 | 200     | rozgrywający |
| 6                                     | Krzysztof Zapłacki   | 08.08.1993 | 196     | przyjmujący  |
| 7                                     | Grzegorz Pilarz      | 12.02.1980 | 190     | rozgrywający |
| 8                                     | Jurij Hładyr         | 08.07.1984 | 203     | środkowy     |
| 9                                     | Łukasz Wiśniewski    | 03.02.1989 | 200     | środkowy     |
| 10                                    | Maciej Polański      | 18.12.1993 | 200     | środkowy     |
| 12                                    | Luiz Felipe Fonteles | 19.06.1984 | 198     | przyjmujący  |
| 13                                    | Rogério Nogueira     | 30.06.1988 | 203     | przyjmujący  |
| 14                                    | Mateusz Kamiński     | 30.09.1992 | 201     | rozgrywający |
| 15                                    | Piotr Gacek          | 16.09.1978 | 185     | libero       |
| 16                                    | Michał Ruciak        | 22.08.1983 | 190     | przyjmujący  |
| 17                                    | Marcin Możdżonek     | 09.02.1985 | 212     | środkowy     |
| Zmiany kadrowe w trakcie sezonu       |                      |            |         |              |
| Przyszedł                             | Przyszedł            | Odszedł    | Odszedł | Odszedł      |
| Rogério Nogueira (São Bernardo Vôlei) |                      |            |         |              |

| 1                               | Serhij Kapełuś       | 22.10.1982 | 191     | przyjmujący  |
| 2                               | Jiří Popelka         | 11.05.1977 | 204     | przyjmujący  |
| 3                               | Dominik Witczak      | 02.01.1983 | 198     | atakujący    |
| 4                               | Antonin Rouzier      | 18.08.1986 | 201     | atakujący    |
| 5                               | Paweł Zagumny        | 18.10.1977 | 200     | rozgrywający |
| 7                               | Grzegorz Pilarz      | 12.02.1980 | 190     | rozgrywający |
| 8                               | Jurij Hładyr         | 08.07.1984 | 203     | środkowy     |
| 9                               | Patryk Czarnowski    | 01.11.1985 | 202     | środkowy     |
| 10                              | Guillaume Samica     | 28.09.1981 | 197     | przyjmujący  |
| 11                              | Sebastian Warda      | 18.01.1989 | 205     | środkowy     |
| 12                              | Wojciech Kaźmierczak | 11.06.1982 | 200     | środkowy     |
| 13                              | Sebastian Świderski  | 26.06.1977 | 193     | przyjmujący  |
| 15                              | Piotr Gacek          | 16.09.1978 | 185     | libero       |
| 16                              | Michał Ruciak        | 22.08.1983 | 191     | przyjmujący  |
| Zmiany kadrowe w trakcie sezonu |                      |            |         |              |
| Przyszedł                       | Przyszedł            | Odszedł    | Odszedł | Odszedł      |
| Jiří Popelka (Al-Nasr Dubaj)    |                      |            |         |              |

| 3                                                                                        | Dominik Witczak             | 02.01.1983 | 198     | atakujący    |
| 4                                                                                        | Grzegorz Pilarz             | 12.02.1980 | 190     | rozgrywający |
| 5                                                                                        | Paweł Zagumny               | 18.10.1977 | 200     | rozgrywający |
| 6                                                                                        | Idner Faustino Lima Martins | 19.12.1978 | 194     | przyjmujący  |
| 7                                                                                        | Jakub Jarosz                | 10.02.1987 | 195     | atakujący    |
| 8                                                                                        | Jurij Hładyr                | 08.07.1984 | 203     | środkowy     |
| 9                                                                                        | Patryk Czarnowski           | 01.11.1985 | 202     | środkowy     |
| 11                                                                                       | Tomislav Šmuc               | 24.06.1976 | 190     | rozgrywający |
| 12                                                                                       | Wojciech Kaźmierczak        | 11.06.1982 | 200     | środkowy     |
| 13                                                                                       | Sebastian Świderski         | 26.06.1977 | 193     | przyjmujący  |
| 14                                                                                       | Grzegorz Wójtowicz          | 26.06.1989 | 191     | przyjmujący  |
| 15                                                                                       | Piotr Gacek                 | 16.09.1978 | 185     | libero       |
| 16                                                                                       | Michał Ruciak               | 22.08.1983 | 191     | przyjmujący  |
| 17                                                                                       | Tine Urnaut                 | 03.09.1988 | 200     | przyjmujący  |
| Zmiany kadrowe w trakcie sezonu                                                          |                             |            |         |              |
| Przyszedł                                                                                | Przyszedł                   | Odszedł    | Odszedł | Odszedł      |
| Idner Faustino Lima Martins (VfB Friedrichshafen) Tomislav Šmuc (Marchiol Vodi Prvačina) |                             |            |         |              |

| Nr | Imię i nazwisko      | Data ur.   | Wzrost | Pozycja      |
| -- | -------------------- | ---------- | ------ | ------------ |
| 1  | Dominik Witczak      | 02.01.1983 | 198    | atakujący    |
| 2  | Michal Masný         | 14.08.1979 | 182    | rozgrywający |
| 3  | Jakub Jarosz         | 10.02.1987 | 195    | atakujący    |
| 4  | Grzegorz Pilarz      | 12.02.1980 | 190    | rozgrywający |
| 5  | Kamil Kacprzak       | 20.03.1984 | 200    | przyjmujący  |
| 6  | Tuomas Sammelvuo     | 16.02.1976 | 193    | przyjmujący  |
| 8  | Jurij Hładyr         | 08.07.1984 | 203    | środkowy     |
| 10 | Robert Szczerbaniuk  | 29.05.1977 | 200    | środkowy     |
| 12 | Wojciech Kaźmierczak | 11.06.1982 | 200    | środkowy     |
| 13 | Marcin Mierzejewski  | 04.01.1982 | 182    | libero       |
| 15 | Terence Martin       | 01.11.1975 | 201    | przyjmujący  |
| 16 | Michał Ruciak        | 22.08.1983 | 191    | przyjmujący  |

| Nr | Imię i nazwisko      | Data ur.   | Wzrost | Pozycja      |
| -- | -------------------- | ---------- | ------ | ------------ |
| 1  | Dominik Witczak      | 02.01.1983 | 198    | atakujący    |
| 2  | Michal Masný         | 14.08.1979 | 182    | rozgrywający |
| 4  | Grzegorz Pilarz      | 12.02.1980 | 190    | rozgrywający |
| 5  | Kamil Kacprzak       | 20.03.1984 | 200    | przyjmujący  |
| 6  | Dan Lewis            | 03.04.1976 | 189    | libero       |
| 7  | Jakub Novotný        | 20.04.1979 | 196    | atakujący    |
| 10 | Robert Szczerbaniuk  | 29.05.1977 | 200    | środkowy     |
| 11 | Sławomir Szczygieł   | 02.06.1978 | 202    | środkowy     |
| 12 | Wojciech Kaźmierczak | 11.06.1982 | 200    | środkowy     |
| 13 | Marcin Mierzejewski  | 04.01.1982 | 182    | libero       |
| 15 | Terence Martin       | 01.11.1975 | 201    | przyjmujący  |
| 16 | Michał Ruciak        | 22.08.1983 | 191    | przyjmujący  |

| Nr | Imię i nazwisko     | Data ur.   | Wzrost | Pozycja      |
| -- | ------------------- | ---------- | ------ | ------------ |
| 1  | Jakub Prochera      | 02.11.1988 | 196    | przyjmujący  |
| 3  | Eugen Bakumovski    | 11.10.1980 | 194    | przyjmujący  |
| 4  | Grzegorz Pilarz     | 12.02.1980 | 190    | rozgrywający |
| 5  | Grzegorz Wójtowicz  | 26.06.1989 | 191    | przyjmujący  |
| 6  | Damian Domonik      | 01.07.1985 | 205    | środkowy     |
| 7  | Jakub Novotný       | 20.04.1979 | 196    | atakujący    |
| 8  | Jakub Jarosz        | 10.02.1987 | 195    | atakujący    |
| 9  | Adrian Patucha      | 25.06.1983 | 193    | atakujący    |
| 10 | Konrad Małecki      | 06.01.1979 | 200    | przyjmujący  |
| 11 | Sławomir Szczygieł  | 02.06.1978 | 202    | środkowy     |
| 12 | Bartosz Kurek       | 29.08.1988 | 205    | przyjmujący  |
| 13 | Marcin Mierzejewski | 04.01.1982 | 182    | libero       |
| 15 | Marcin Nowak        | 17.10.1975 | 215    | środkowy     |
| 16 | Łukasz Żygadło      | 02.08.1979 | 201    | rozgrywający |

| Nr | Imię i nazwisko       | Data ur.   | Wzrost | Pozycja      |
| -- | --------------------- | ---------- | ------ | ------------ |
| 1  | Michał Kozłowski      | 16.02.1985 | 191    | rozgrywający |
| 5  | Mykoła Karzow         | 12.02.1976 | 204    | środkowy     |
| 6  | Damian Domonik        | 01.07.1985 | 205    | środkowy     |
| 7  | Petr Zapletal         | 20.12.1977 | 194    | rozgrywający |
| 8  | Marcin Mierzejewski   | 04.01.1982 | 182    | libero       |
| 9  | Wojciech Serafin      | 20.06.1978 | 194    | przyjmujący  |
| 10 | Eugen Bakumovski      | 11.10.1980 | 194    | przyjmujący  |
| 11 | Marcin Nowak          | 17.10.1975 | 215    | środkowy     |
| 12 | Bartosz Kurek         | 29.08.1988 | 205    | przyjmujący  |
| 13 | Jakub Jarosz          | 10.02.1987 | 195    | atakujący    |
| 14 | Marcel Gromadowski    | 19.12.1985 | 200    | atakujący    |
| 16 | Arkadiusz Świechowski | 11.01.1987 | 205    | środkowy     |
| 18 | Konrad Małecki        | 06.01.1979 | 200    | przyjmujący  |

| Nr | Imię i nazwisko          | Data ur.   | Wzrost | Pozycja      |
| -- | ------------------------ | ---------- | ------ | ------------ |
| 1  | Michał Kozłowski         | 16.02.1985 | 191    | rozgrywający |
| 2  | Rafał Musielak           | 22.08.1973 | 194    | przyjmujący  |
| 3  | Bartosz Kurek            | 29.08.1988 | 205    | przyjmujący  |
| 4  | Petr Zapletal            | 20.12.1977 | 194    | rozgrywający |
| 5  | Martin Sopko             | 30.01.1982 | 197    | przyjmujący  |
| 6  | Damian Domonik           | 01.07.1985 | 205    | środkowy     |
| 9  | Wojciech Serafin         | 20.06.1978 | 194    | przyjmujący  |
| 10 | Stanislav Vartovník      | 23.02.1978 | 194    | przyjmujący  |
| 11 | Tomáš Kmeť               | 01.12.1981 | 202    | środkowy     |
| 14 | Marcel Gromadowski       | 19.12.1985 | 200    | atakujący    |
| 16 | Aleksander Januszkiewicz | 25.05.1979 | 200    | środkowy     |
| 18 | Arkadiusz Olejniczak     | 30.01.1984 | 192    | przyjmujący  |

| Nr | Imię i nazwisko          | Data ur.   | Wzrost | Pozycja      |
| -- | ------------------------ | ---------- | ------ | ------------ |
| 1  | Michał Kozłowski         | 16.02.1985 | 191    | rozgrywający |
| 3  | Artur Augustyn           | 06.01.1983 | 197    | środkowy     |
| 5  | Piotr Lipiński           | 04.01.1979 | 196    | rozgrywający |
| 7  | Dušan Kubica             | 12.12.1972 | 186    | libero       |
| 8  | Rafał Musielak           | 22.08.1973 | 194    | przyjmujący  |
| 9  | Wojciech Serafin         | 20.06.1978 | 194    | przyjmujący  |
| 10 | Stanislav Vartovník      | 23.02.1978 | 194    | przyjmujący  |
| 11 | Tomáš Kmeť               | 01.12.1981 | 202    | środkowy     |
| 12 | Jarosław Stancelewski    | 11.05.1974 | 204    | środkowy     |
| 13 | Karol Šrámek             | 15.01.1977 | 202    | atakujący    |
| 14 | Marcel Gromadowski       | 19.12.1985 | 200    | atakujący    |
| 16 | Aleksander Januszkiewicz | 25.05.1979 | 200    | środkowy     |
| 18 | Arkadiusz Olejniczak     | 30.01.1984 | 191    | przyjmujący  |

| Nr | Imię i nazwisko          | Data ur.   | Wzrost | Pozycja      |
| -- | ------------------------ | ---------- | ------ | ------------ |
| 2  | Roland Dembończyk        | 12.08.1971 | 196    | atakujący    |
| 5  | Piotr Lipiński           | 04.01.1979 | 196    | rozgrywający |
| 6  | Marek Kardoš             | 15.04.1972 | 186    | rozgrywający |
| 7  | Dušan Kubica             | 12.12.1972 | 186    | libero       |
| 8  | Rafał Musielak           | 22.08.1973 | 194    | przyjmujący  |
| 9  | Jiří Popelka             | 11.05.1977 | 204    | atakujący    |
| 10 | Robert Szczerbaniuk      | 29.05.1977 | 200    | środkowy     |
| 12 | Jarosław Stancelewski    | 11.05.1974 | 204    | środkowy     |
| 15 | Artur Augustyn           | 06.01.1983 | 197    | środkowy     |
| 16 | Aleksander Januszkiewicz | 25.05.1979 | 200    | środkowy     |
| 17 | Bartłomiej Soroka        | 17.01.1979 | 200    | przyjmujący  |
| 18 | Michał Chadała           | 15.10.1977 | 196    | przyjmujący  |